# Swamp People
Swamp People és un programa de televisió emès pel canal de televisió Xplora doblat com «Los cazadores del pantano». La seva temàtica és d'un grup d'homes a una barca i tenen un equip de pesca per caçar caimans als Estats Units. És un grup que es troben a un petit racó de Louisiana i que es juguen la seva vida dia a dia intentant caçant cocodrils grans. Les seves aficions són caçar caimans. S'han d'enfrontar a la temporada dels cocodrils La temporada de Cocodrils és l'última temporada de la sèrie Swamp People on tots els jugadors es juguen la pell per guanyar molts diners